# Turaiyur
Turaiyur o Thuraiyur (tàmil: துறையூர்) és una ciutat i municipalitat del districte de Tiruchirappalli a Tamil Nadu a la vora de les muntanyes Pachaumalai. El 17 de gener de 1970 fou elevada a municipalitat de tercer nivell (nagar panchayat, abans era una assemblea urbana o town panchayat) i el maig de 1998 a municipalitat de segon nivell. Consta al cens del 2001 amb una població de 30.998 habitants. El 1901 la població era de 12.870 habitants. A 9 km al nord i ha el poble de Maruvathur, un poble ecològic.

## Zamindari de Turaiyur
La ciutat fou centre del Zamindar del mateix nom. Durant el setge de Trichinopoly de 1752 un destacament de l'exèrcit de Mysore ajudat pels francesos va assolar l'estat i va deposar el zamindar posant al seu lloc a un cosí. El 1755 aquest nou zamindar va deixar de pagar tribut i un destacament de tropes franceses i sipais de Pondichery van conquerir la ciutat, el van deposar i van restaurar al seu predecessor que es va haver de comprometre a ser lleial i a pagar el tribut; no obstant aquest tampoc va poder pagar el tribut el 1756 i altre cop fou deposat pels francesos i el seu cosí retornat al poder. El 1758 el zamindar deposat, que tenia el suport dels zamindars d'Ariyalur i Udaiyarpalaiyam (fidels aliats britànics i enemics jurats del francesos) va demanar ajut a la Companyia Britànica de les Índies Orientals, i el capità Caillaud va enviar un destacament manat pel capità Smith que va conquerir Turaiyur després d'una breu resistència a la jungla de la rodalia, i per tercera vegada el zamindar fou posat al tron; els britànics van deixar cinc companyies de sipais per protegir-lo.
El seu cosí va fugir a Mysore i quan els sipais britànics foren retirats el 1758, va aprofitar per recuperar la ciutat i es va declarar vassall del nawab d'Arcot que li va confirmar l'estat. El 1773 el llavors zamindar de Turaiyur es va enfrontar al seu fill, que temia que el seu pare hagués planejat alguna cosa contra la seva vida i que va fugir del país cap a Madras on esperava presentar el seu cas davant el nawab; aquest va aprofitar l'ocasió per recaptar el tribut i en la competició entre pare i fill va aconseguir recaptar entre 1,5 i 2,5 lakhs en 20 anys. El 1795 pare i fill es van reconciliar i veient que no podien fer front a les peticions del nawab van abandonar el país i es van refugiar a Tanjore on el pare va morir poc després; el 1796 el fill va reunir una banda d'homes armats i va assolar l'estat fins que va aconseguir un acord amb el nawab pel qual es retirava a Tanjore però rebia una pensió de 1.000 rupies mensuals, i el dret de cobrar fins aun 25% de les taxes de Turaiyur.
Això va restar en vigor fins al 1801 quan el nawab va cedir el Carnàtic a la Companyia Britànica de les Índies Orientals. Inicialment l'estat fou posat sota control del col·lector de Trichinopoly i el zamindar va veure rebaixat el seu dret al 10% a l'espera d'un sanad que li havia de donar la possessió de l'estat; el 1816 es va decidir que no se li retornaria tot l'estat, sinó només el poble on vivia i una sèrie de pobles a la rodalia equivalents en renda al 10% de tot l'estat de Turaiyur, pagant un tribut o peshkash de 700 rupies l'any. El sanad li fou concedit el 1817. La família de zamindar era de casta reddi i de llengua telugu. Al final del segle XIX el zaminari fou declarat indivisible.